# Pseudocoladenia fabia
Pseudocoladenia fabia är en fjärilsart som beskrevs av Evans 1949. Pseudocoladenia fabia ingår i släktet Pseudocoladenia och familjen tjockhuvuden. Inga underarter finns listade i Catalogue of Life.